# Kurt Ollmann

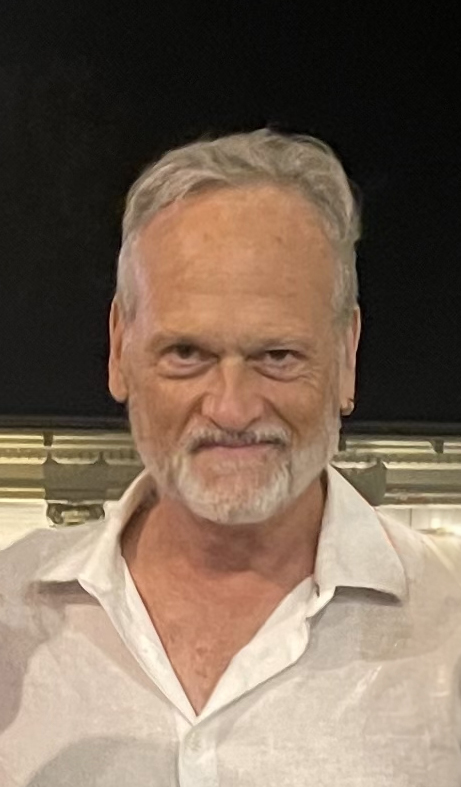

Kurt Ollmann (Racine, 19 gennaio 1957) è un baritono statunitense.

## Biografia
Nato a Racine e cresciuto a Parigi per parte della sua adolescenza, Ollmann ha studiato lingue romanze alla Bowdoin College. Dopo la laurea, Ollmann studiò canto sotto la supervisione di Gérard Souzay, prima di trasferirsi nel 1982 a New York, dove intraprese un fruttuoso sodalizio con Leonard Bernstein. Nel 1984 cantò nell'opera di Bernstein A Quiet Opera all'Opera Nazionale di Washington, mentre nello stesso anno cantò il ruolo di Riff nell'acclamata incisione discografica di West Side Story con José Carreras, Kiri Te Kanawa, Marilyn Horne e l'orchestra diretta dallo stesso Bernstein; l'incisione vinse il Grammy Award al miglior album di un musical teatrale nel 1985. Nel 1988 fu ancora una volta condotto da Bernstein nella versione revisionata della sua operetta Candide, in cui cantò il ruolo di Maximilian accanto a June Anderson (Cunegonde), Jerry Hadley (Candide), Christa Ludwig (Old Lady) e Adolph Green (Dr. Pangloss/Martin).
Dopo la morte di Bernstein nel 1990, Ollmann continuò con successo la sua carriera. Cantò Pelléas et Mélisandre al Teatro alla Scala nel ruolo del protagonista maschile, e ha cantato anche con le compagnie dei teatri dell'opera di Roma, Vienna, Santa Fe, Los Angeles e alla New York City Opera, oltre a cantare in recitals a Londra, Parigi e Barcellona. Ha cantato, tra le altre, con l'Orchestra Sinfonica di Londra, la New York Philharmonic e l'Orchestre de Paris. Nel 1995 è stato molto apprezzato il suo Mercuzio in un'incisione discografica di Romeo e Giulietta con Plácido Domingo (Romeo) e Susan Graham (Giulietta). Dai primi anni 2000 è professore di musical all'Università del Wisconsin–Milwaukee.
Ollmann è dichiaratamente gay e impegnato in una relazione con il tenore Bill Lavonis dal 2000.

## Discografia parziale
- Bernstein, West Side Story, Orchestra condotta da Bernstein, con José Carreras, Kiri Te Kanawa, Marilyn Horne. Decca Records (1985)
- Gounod, Romeo e Giulietta, Orchestra condotta da Leonard Slatkin, con Plácido Domingo e Susan Graham. BMG/RCA (1995)
- Debussy, Pelléas et Mélisandre, Orchestra del Teatro alla Scala condotta da Claudio Abbado, con Nicolaj Ghiaurov e Frederica von Stade. Decca Records, 1999